# Crataegus reverchonii
Crataegus reverchonii es una especie de planta del género Crataegus, perteneciente a la familia Rosaceae.

## Taxonomía
Crataegus reverchonii fue descrita por Charles Sprague Sargent en 1902.

## Distribución
Se encuentra en el territorio central y centro-este de Estados Unidos.